# 田島弥平
田島弥平（たじま やへい、文政5年8月15日（1822年9月29日） - 明治31年（1898年）2月10日）あるいは田島邦寧（たじま くにやす）は、明治時代前期に広く普及した養蚕技法「清涼育」（せいりょういく）を確立した、島村（現群馬県伊勢崎市境島村）の養蚕農家・蚕種製造業者である。主著に『養蚕新論』『続養蚕新論』があり、養蚕業・蚕種製造業への貢献によって緑綬褒章を受章した。太平洋戦争後まもない時期に群馬県が刊行した『上毛篤農伝』では、「群馬県の誇り」「蚕糸群馬が生んだ最大の巨人」等と賞賛されている。
弥平が自らの理論に基づいて改築した住居（田島弥平旧宅）は国の史跡に指定されており、「富岡製糸場と絹産業遺産群」の構成資産として世界遺産リストに登録された。

## 生涯

### 清涼育の確立
田島邦寧は文政5年（1822年）8月15日、上野国佐位郡島村の田島弥兵衛（たじま やへえ、1796年 - 1866年）の長男として生まれた。字は子寧（しねい）、号は南畭（なんよ）。父の弥兵衛は養蚕で財を成した人物であり、養蚕長者としてその名を知られていた。のみならず、若いときから学問に熱心で、天保元年（1830年）に頼山陽を訪ねて門前払いを受けた際には、「僕かつて吉野に遊ぶ。桜花われを拒まず。先生の門、吉野にしかざるは何ぞや」と豪語し、山陽を驚かせた。弥兵衛は自宅を「遠山近水邨（村）舎」（えんざんきんすいそんしゃ）と称したが、それはこの時に家の中に招き入れた山陽の揮毫に由来するという。邦寧は後年、この父の名を継いで「弥兵衛」と名乗り、次いで「弥平」を名乗った。
島村の村内には利根川が流れており、その流路の変更によって、島村は時期ごとに二分あるいは三分されてきた歴史を持つ。弥平が生まれた文政5年は利根川大洪水のあった年で、彼はまさにその最中に生まれたと伝えられている。島村では19世紀初頭に蚕種製造業が始まっており、文政5年の大洪水を機に河原が開墾されて桑畑へとなり、さらに発達した。
田島弥兵衛の家は、田島武兵衛家の分家であり、ともに富裕な蚕種商人として、文化的素養も高かった。田島弥兵衛家の瓦葺き蚕室は天保7年（1836年）に焼失した後、再建された。それは弥平が15歳のときで、このころから、弥平も蚕種製造業に従事した。
田島弥兵衛が当初実践していたのは、自然のままの温度を重視する自然育（清涼育）であったが、蚕室の再建後、奥州などで広く行われていた温暖育に切り替えた。温暖育は火気によって蚕室を暖める生育法だが、田島親子の場合、このやり方ではうまくいかず、さまざまな地域を渡り歩き、生育法を研究した。そして、米沢の養蚕農家の自然育に着想を得て、再び清涼育に切り替えた。弥平は清涼育の実践のために、安政3年（1856年）に納屋を改造して二階建ての蚕室とし、その年の失敗を踏まえて、翌年に換気のための窓（ヤグラ）を屋根（屋上棟頂部）に据えつけた。これが好成績に結びついたことから、さらに改良をし、3階部分を増築して吹き抜け構造の蚕室にした。また、自身の居宅も2階部分を蚕室として改良し、屋上棟頂部の端から端までヤグラ（総ヤグラ）が載る形にした。弥平はこの2つの蚕室が完成した文久3年（1863年）にそれらを「桑柘園」（そうしゃえん）と命名した。一般にこの文久3年をもって、弥平が独自の清涼育を確立したと位置づけられている。
元治元年（1864年）に蚕種の輸出も解禁されると、島村でも蚕種製造業に従事する農家が増えた。そうした農家たちは弥平の清涼育を取り入れ、蚕室もヤグラを備えたものにした。このことから、弥平が確立した蚕室のことは、「島村式蚕室」と呼ばれるようになった。また、当時の代官所への訴状などから、弥平が島村の蚕種家の中で中心的人物の一人となっていたことが指摘されている。
この清涼育およびそれに基づく島村式蚕室は、明治初期には岩鼻県が、勧奨されるべき養蚕法として位置づけていた。また、明治6年（1873年）には熊谷県管内蚕種優等者（第一等）として表彰された。そして、桑柘園には全国から伝習生が集まり、その労働を通じて清涼育を学び取った。明治6年から7年の伝習者は130人を超えており、その中には酒田県の士族もいた。彼らは帰郷後、松ヶ岡開墾場の蚕室を作ることになる。また、のちの話になるが、明治15年（1882年）には、「清温育」の高山長五郎が訪れている。長五郎が具体的に何を学びとったかには不明な部分もあるが、彼の「清温育」は折衷的な育て方のため、その蚕室構造には通気のためのヤグラが備えられている。

### 宮中養蚕奉仕
明治時代に入ると、宮中での養蚕が始まった。これは殖産興業に関連し、皇室が国民に範を示す観点で明治4年（1871年）に始まり、「宮中養蚕奉仕」として、養蚕技術者が養蚕実務および宮内省役人への教示のために招かれた。島村の養蚕業者は明治4年から6年までの3年間、およびその年の吹上御苑炎上に伴う中断後初の明治12年（1879年）の計4回、宮中養蚕奉仕を務めた。その第1回を除く3回で取りまとめ役の「世話方」を務めたのが、田島弥平であった（第1回は田島武平）。
明治12年に再開された養蚕は青山御所に新設された蚕室で行われたが、その蚕室の設計には弥平が大きく関与しており、島村式蚕室の構造が採用された。

### 蚕種大総代
明治時代初期には、ヨーロッパにおける微粒子病が一段落したこともあって、蚕種の輸出量は減少していった。もうひとつ、生糸や蚕種の粗製濫造も問題となっており、日本の蚕業の信頼が低下していた。
大蔵省はこれに対し、明治5年（1872年）2月に蚕種の質を確保するため、各府県の代表的な蚕種家を「蚕種大総代」に任命し、大総代会議を通じて規制を行うこととした。蚕種大総代は原則として各府県ごとに1名を選出することとされていたが、群馬県の場合、田島弥平と田島武平の両名を任命するようにと大蔵省の通達に明記されていた。蚕種総代制の下での蚕種の品質確保のための諸規制の一つに、「養蚕検査表」の導入があった。これは、蚕種家たちが蚕種を作るために蚕を育てた際の記録を、大蔵省作成の書式に従って詳細に記録させ、検査をすることになっていた制度だが、その書式を考案したのは田島弥平であったとされている。
蚕種大総代制は、明治6年（1873年）11月に内務省が誕生したことでその下に組み込まれたが、そうした規制の存在に対する諸外国の反発を考慮し、内務省はむしろ蚕種輸出に係る規制を緩和する方向に動いた。蚕種大総代は田島弥平を議長とする秘密会議を明治7年（1874年）に開催し、申し合わせ事項を決めるなどしたが、そうした動きを認識した諸外国の圧力などによって、実効性を持たなかった。結局、蚕種大総代制は、明治8年（1875年）3月4日に廃止となった。

### 島村勧業会社
明治7年（1874年）頃には横浜に大量の蚕種が持ち込まれていたが、ヨーロッパ商人に売り込んでいた横浜の商人は、値崩れを抑えるために大量の蚕種を廃棄していた。しかし、田島弥平ら島村の蚕種家は自分たちの蚕種の質に自信を持っており、廃棄には与せず、イタリアへの直輸出を模索し、実際にミラノにわたって直接販売にこぎつけている。これを実現した会社が蚕業に関する会社としては日本初だった島村勧業会社（1872年設立）であり、田島武平が社長、弥平が副長（副社長）の一人に就任していた。弥平らは渋沢栄一とも交流があり、島村勧業会社は蚕種販売を目的とする会社として、渋沢の勧めで設立されたものである。会社の定款などの作成にあたっても、渋沢が指導している。この会社は一種の「蚕種生産農家の仲間組織」で、会社に参加した農家の蚕種の品質を諸規則によって統一しつつ、島村のブランドで販売を行うものであった。この会社の設立による販路の確保は、島村の小規模養蚕農家を、糸繭生産よりも高く売れる蚕種生産へと転換させた。
島村勧業会社のイタリア直売は、渋沢の仲介によって三井物産の協力も取り付けた。第1回目の直売は、明治12年（1879年）12月に出港し、サンフランシスコ、ニューヨーク、リヴァプール、パリを辿って、翌年2月にミラノで直売した。持って行った蚕種5万5000枚余りのうち、売れたのは3万枚足らずで、諸経費を差し引いた上で総持参枚数で割ると、1枚45銭であった。この儲けは決して大きなものとは言えず、しかも代金の送付が横浜で売る場合に比べて遅かったために、島村勧業会社に参加していた小規模農家には、直輸出の継続に難色を示す者たちも現れた。議論が紛糾した末、明治13年（1880年）末に第2回の直輸出が実施され、第1回目よりも販売単価は上がったものの、明治14年（1881年）に直輸出反対派の大量離脱によって、島村勧業会社は分裂した。
弥平は247人から140人へと減少した社員をまとめ、新たな規則などを制定して、島村勧業会社を立て直した。しかし、明治14年、15年に行われた第3回、第4回の直輸出も目立った成果を挙げるには至らず、三井物産が手を引いた第4回で記録した損金は7066円にのぼった。その後、おそくとも明治18年（1885年）ころまでには島村勧業会社からの蚕種輸出は途絶え、同社は解散した。
このようにイタリア直売は経済的な成功に結びつかなかったが、弥平らはイタリア直売の往路・復路を通じて最初に世界一周を果たした群馬県民となったわけで、こうした外国との交流が島村にキリスト教や自由民権思想を広めることにつながった。また、弥平はイタリアでの蚕病予防に顕微鏡が活用されているのを知ると、これを取り入れて蚕病の予防に努めた。日本で蚕病予防に顕微鏡を活用したのは、弥平が最初であったという。田島弥平旧宅2階には「顕微鏡室」と名づけられた部屋が今も残る。
島村勧業会社の解散後、島村では蚕種製造から繭生産へと転換する農家が増えたが、弥平は地元の群馬をはじめ、埼玉県、山梨県にも販路を持っていたことから、蚕種製造・販売を継続した。

### 晩年
明治18年（1885年）6月に農商務卿西郷従道から、功労賞を授与された。そして、明治25年（1892年）10月5日、「実業に勉励し、長きに亘って養蚕、蚕種に尽瘁（じんすい）した功績」によって、緑綬褒章を授与された。
明治31年（1898年）2月10日に病没した。「弥平」の名は、その後、曾孫の代まで襲名されることになる。

### 親族
長女の民（たみ、多美）は宮中に滞在して養蚕を行った経験を綴った『宮中養蚕日記』を著した。民の娘、邦子は婦人運動家。さらにその娘である高良とみも婦人運動家となり、戦後には参議院議員を務めた。詩人の高良留美子は玄孫で、『宮中養蚕日記』の編纂を担当した。

## 著書
田島弥平の主著は1872年（明治5年）刊行の『養蚕新論』、1879年（明治12年）刊行の『続養蚕新論』である。彼は、それらの著書の中で、上垣守国、佐藤友信らの先行する蚕書から学び取ったことや自身の体験を踏まえ、実践的な清涼育の手法や蚕室構造、さらには桑の栽培などについて、挿絵付きで説いている。『養蚕新論』は、蚕業に関する書物としてはベストセラーになったという。
江戸時代以降、養蚕の手法を説いた蚕書は多く刊行されていたが、『養蚕新論』の類書と異なる特色としては、江戸時代の自然育と異なり、空気の循環の重要性を強調していたこと、そしてその実現のための蚕室構造の解説に踏み込んだこと、さらには桑の栽培も重視していたこと、さらには養蚕の中でも蚕種製造について詳述したことなどが指摘されている。弥平の清涼育は従来の手法に比べて多くの収量を見込めるものではなかったが、安定的な収量を見込むことができ、失敗する危険性の少ない手法として評価された。石田孫太郎『明治蚕業大事紀』（大日本蚕業学会、1912年）では、その点によって弥平の名声が「愈々（いよいよ）挙（こぞ）りて独り之を擅（ほしい）まゝにしたるものなり」と述べられている。
『養蚕新論』の版木は現存しており、伊勢崎市指定重要文化財に指定されている。また、『養蚕新論』は明治期の代表的養蚕書の一つとして、木村九蔵（高山長五郎の弟）の『蚕飼の鑑』（明治33年）などとともに農山漁村文化協会の叢書『明治農書全集』9巻に採録される形で、昭和58年（1983年）に復刻された。

## 田島弥平旧宅

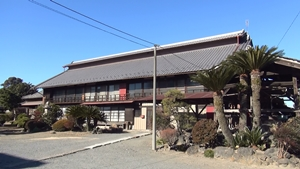
田島弥平旧宅

弥平が清涼育のために改築した主屋（母屋）は今も残っており、敷地を含めた全体が2012年に国の史跡に指定された。また2014年には富岡製糸場と絹産業遺産群の構成資産として世界遺産リストに登録された。
田島弥平旧宅の近くには1894年（明治27）年に娘のたみ（民、多美）が建立した「田島弥平顕彰碑」がある。この田島弥平の碑は群馬県知事が指定する「ぐんま絹遺産」に含まれている。この碑のほかにも田島弥平旧宅の周辺には養蚕の農家群や養蚕に関わる史跡が多く存在する。